# Galactic Energy
Galactic Energy (Galactic Energy (Beijing) Space Technology Co., LTD.) es una empresa privada china de lanzamientos espaciales que desarrolla los cohetes orbitales Ceres-1 y Pallas-1.
El Ceres-1 es un cohete de cuatro etapas, las tres primeras con motores de cohetes de propulsión sólida y la última con un sistema de propulsión de hidrazina. Mide unos 19 m de altura y 1,4 m de diámetro. Puede transportar unos 350 kg a la órbita baja de la Tierra.
El primer lanzamiento de Ceres-1 tuvo lugar el 7 de noviembre de 2020, poniendo en órbita con éxito el satélite Tianqi 11 (también transcrito Tiange, también conocido como TQ 11, y Scorpio 1, COSPAR 2020-080A). La masa del satélite era de unos 50 kg y su propósito era funcionar como un satélite experimental que ofreciera comunicaciones del Internet de las cosas (IoT).
Galactic Energy se convirtió en la segunda empresa privada de China en poner con éxito un satélite en órbita (después de i-Space) y la cuarta en intentarlo.

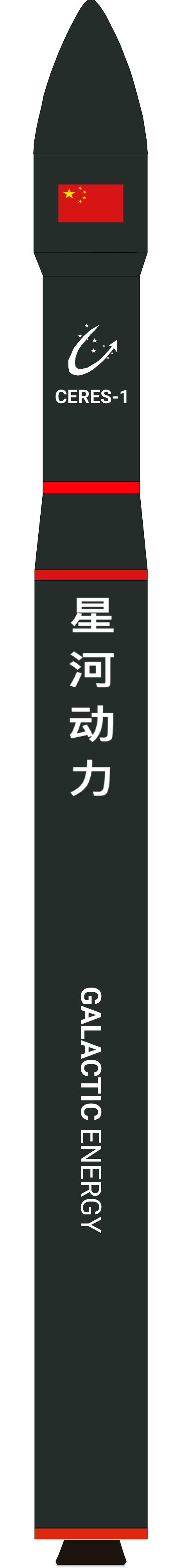
Ceres-1

## Lanzamientos
| Cohete   | Fecha de lanzamiento              | Carga útil                                                                | Órbita | Sitio de lanzamiento | Resultado | Notas |
| -------- | --------------------------------- | ------------------------------------------------------------------------- | ------ | -------------------- | --------- | --- |
| Ceres-1  | 7 de noviembre de 2020, 07:12 UTC | Tianqi-11 (Scorpio-1)                                                     | SSO    | Jiuquan              | Éxito     | Primer vuelo de Ceres-1. Primer vuelo orbital de Galactic Energy.                                         |
| Ceres-1  | 7 de diciembre de 2021, 04:12 UTC | Tianjin University-1 Lize-1 Baoyun Golden Bauhinia-5 Golden Bauhinia-1 03 | LEO    | Jiuquan              | Éxito     | |
| Ceres-1  | Enero de 2022                     | Fangzhou-2F (SPARK-02F)                                                   | LEO    | Jiuquan              | Planeado  | Demostración de la tecnología de satélites recuperables de Beijing Space Ark Technology Co.               |
| Ceres-1  | 2022                              | Zengzhang-1                                                               | LEO    | Jiuquan              | Planeado  | Demostración de la tecnología de cápsula de reentrada por Beijing Interstellar Development Technology Co. |
| Pallas-1 | 2023                              | TBA                                                                       | LEO    | TBA                  | Planeado  | Primer vuelo del Pallas-1.                                                                                |